# 壞痞兔
貝尼托·安東尼奧·馬丁尼茲·歐加修（西班牙語：Benito Antonio Martínez Ocasio；1994年3月10日—），藝名壞痞兔，波多黎各饒舌歌手。他的音樂通常被定義為雷鬼動和拉丁陷阱音樂，但也吸收了摇滚乐、巴恰達、靈魂樂等不同類型到他的音樂裡。壞痞兔也以其深沉、含糊的發音風格以及不拘一格的時尚感而聞名。在他的職業生涯中，壞痞兔多次與J·巴爾文、Ozuna、Farruko、Residente、Arcángel和洋基老爹等藝人合作。壞痞兔土生土長於波多黎各下維加，他在超市當裝袋工並在波多黎各大學阿雷西博分校學習時， 開始在音樂平台SoundCloud上發佈作品並獲得人氣，最終與一家音樂廠牌簽約。这位歌手在接受采访时表示，他从2008年开始唱歌。
2016年末，發佈了單曲〈Soy Peor〉後，壞痞兔與卡蒂·B和J·巴爾文在冠軍單曲〈I Like It〉中合作，以及與德瑞克在〈Mia〉中合作。壞痞兔的首張專輯《X 100pre》於2018年12月發佈，並獲頒拉丁葛萊美獎最佳都會音樂專輯。2019年6月28日，壞痞兔發佈了與J·巴爾文的合作專輯《Oasis》，包含單曲〈Qué Pretendes和La Canción〉。他在第五十四屆超級盃中場秀作為特別來賓，與夏奇拉同台演出。2020年2月29日，他發佈了專輯《YHLQMDLG》（Yo Hago Lo Que Me Da La Gana）。
坏痞兔在2022年5月6日发布了专辑《Un Verano Sin Ti》。

## 早年生活
1994年3月10日，貝尼托·安東尼奧·馬丁尼茲在波多黎各下維加南阿爾米蘭特出生。他的父親是一名卡車司機、母親是一名退休教師，會在壞痞兔幫她做家務時聽、美倫格舞曲和謠曲，像是演唱的Abrázame Muy Fuerte。他也有兩個弟弟：伯尼和拜塞爾，他也會把好朋友當作自己的家人看待。他說他在快樂的一家中長大。
馬丁尼茲從小就想成為一名歌手。在他13歲前，他每週都會跟他的母親——一名虔誠的天主教徒一起出席教會，在教會的唱詩班裡唱歌。離開唱詩班後，他對在電台聽到的藝人產生了興趣，尤其是洋基老爹和赫克托·拉維。藝名「壞痞兔」來源於他有一次被迫穿著一套兔子服飾到學校，並被拍下帶著憤怒表情的照片。儘管在高中裡很害羞，他經常創作即興饒舌娛樂同學，並在學校以他的創造力和幽默而小有名聲。他少年時的興趣也包括滑板和職業摔角，兩者都對他的時尚感產生了影響。
對於他與波多黎各音樂產業的距離，壞痞兔說：「我來自下維加，一個很小的地區，不像大多數藝人來自像聖胡安那樣的大城市。關於我的出身，最出人意料、難以置信的一點——我完全是白手起家，就這樣。過去在學校時，我經常待在一個陽台唱歌，而路人會站在旁邊聆聽。」他說，在他小時候，他的母親想讓他成為一名工程師，他的父親更想讓他當棒球選手，而一位老師告訴他將會成為一名消防員。然而，他卻在波多黎各大學阿雷西博分校選擇了視聽傳播課程。

## 職業生涯

### 2008年－2017年：生涯開端
2016年，在下維加的Econo超市當裝袋工時，壞痞兔開始作為獨立音樂人在SoundCloud上發佈音樂，他的歌曲〈Diles〉得到了DJ Luian的注意，將他簽約到自己的唱片廠牌Hear this Music下。此後，他在美國熱門拉丁歌曲榜單多次進入前十。他的成名單曲「Soy Peor」在熱門拉丁歌曲榜單達到了第22名，奠定了他在拉丁美洲陷阱音樂先行者的地位。
2017年夏季，壞痞兔與Cardenas市場行銷網路（CMN）為多個拉丁美洲國家市場簽下了預訂協議。他在貝姬·G的單曲〈Mayores〉中客串，並於2019年7月發行。2017年11月開始，壞痞兔主持Beats 1的第一個西班牙節目《Trap Kingz》。同樣在2017年11月，壞痞兔的歌曲〈Tu No Metes Cabra〉在熱門拉丁歌曲榜單最高達到了第38名。重混版本由當時還在獄中的Anuel AA參與製作。大約同一時間，壞痞兔、J·巴爾文和羅西王子合作的歌曲〈Sensualidad〉發行，在熱門拉丁歌曲榜單最高達到了第8名，而與Ozuna和Nicky Jam合作的Te Boté〉重混版本在榜單達到了第1名。

### 2018年－2019年：聞名國際，《X 100pre》和《Oasis》

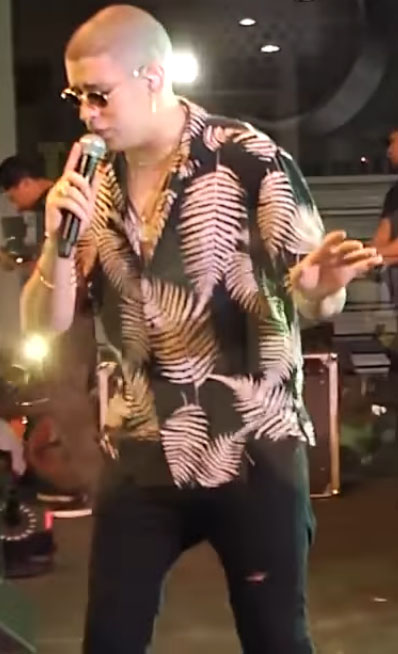
2018年9月壞痞兔在厄瓜多表演

2018年5月，女饒舌歌手卡蒂·B發行了與壞痞兔和J·巴爾文的合作單曲〈I Like It，並在達到第1名。在單曲中，壞痞兔用西班牙語、西英混合語和英語演唱了饒舌部分。成為壞痞兔的第一首告示牌百大單曲榜冠軍單曲。2018年10月11日，壞痞兔與德瑞克合作發行了〈Mia，在告示牌百大單曲榜達到了第5名。2018年11月，壞痞兔與珍妮弗·洛佩兹釋出單曲〈Te Guste〉，以及由邁克·霍（Mike Ho）執導的音樂錄影帶。
離開DJ Luian的廠牌Hear this Music不久後，壞痞兔在2018年的聖誕夜發行了他的首張專輯《X 100pre》，他在Instagram直播透露自己從不被允許製作專輯以及他的音樂都是由他自己製作的，一旦他離開「Hear this Music」後他就會加入Rimas娛樂並在2018年12月24日釋出首張專輯。在蒐集整合主流評分的網站Metacritic上，《X 100pre》獲得了普遍好評（Universal acclaim）的84分，基於5個評論的平均分。唱片包含了多種音樂種類，包括流行龐克、安地斯音樂、多明尼加dembow和「橫掃1980年代競技場搖滾」。 《衛報》的Alexis Petridis讚揚壞痞兔的「超常創造力」，認為壞痞兔「比起作為現今流行文化的一部分，更像是一個作品只是與流行音樂略微相似的藝人。他與大流的區別就跟他冒險的根源一樣多。」
2019年3月8日至10日，壞痞兔在聖胡安的何塞·米格爾·阿格羅洛特體育館表演，整個週末座無虛席，這是他首次在波多黎各的主要娛樂會場舉辦演唱會。最初2天的演唱會僅在幾個小時內就售罄門票，經過眾多要求後，宣布第3天加場演出，包括特價學生票。週末演唱會為1990年代波多黎各懷舊主題，以當地藝術家和插畫家Sergio Vázquez創作的視覺元素表達；表演也帶回了一段簡短的介紹片段，由著名1990年代晚間娛樂節目《別睡著》和其主持人「El Gangster」安東尼奧·桑切斯客串。許多表演嘉賓在舞台上加入了壞痞兔，包括托米·托雷斯、貝姬·G、J·巴爾文、威辛與揚戴爾、Ñejo、天使長、PJ Sin Suela、埃爾·阿爾法、Jovani Vázquez和饒舌新人Guaynaa。
2019年6月28日，壞痞兔發布了《Oasis》——一張與J·巴爾文的合作專輯，共8首曲目。唱片無預告突然發布，被視為「驚喜」發布。兩名藝人最初是在J·巴爾文在波多黎各的一場演唱會相遇，當時壞痞兔正在為發布音樂到SoundCloud上而工作，後來在2017年歌曲〈Si Tu Novio Te Deja Sola〉中合作。二人間產生了強烈的化學反應，於是決定發行一張聯合專輯。《Oasis》在最高達到了第9名以及在告示牌美國拉丁專輯榜達到了第1名。2019年，壞痞兔登上科切拉音樂節主舞台表演。一首由壞痞兔和Residente作詞的抗議歌曲〈Afilando los cuchillos〉（意為「磨刀」）於2019年反對瑞奇·羅塞尤抗議期間發布。歌曲發布不到一天就在YouTube上獲得了250萬次觀看。

### 2020年－2021年：《YHLQMDLG》，《Las que no iban a salir》和《El Último Tour Del Mundo》
2020年2月，壞痞兔作為第五十四屆超級盃中場秀的表演嘉賓，加入夏奇拉和詹妮弗·洛佩兹的演唱。2020年2月27日，壞痞兔在《吉米A咖秀》上宣布了專輯《YHLQMDLG》，並宣布將於2020年2月29日發布。壞痞兔在2020年2月29日午夜釋出了專輯。專輯標題是「Yo Hago Lo Que Me Da La Gana」（西班牙語，意為「我隨心所欲」）的首字母縮寫，在專輯中與洋基老爹、Yaviah、Jowell & Randy和Ñengo Flow合作。專輯是對壞痞兔從小參加的「marquesinas」（車庫派對）的致敬，並加入了許多2000年代早期/中期雷鬼動的元素。在專輯最後一首歌〈<3〉中，他用一句歌詞表示了自己再發行一張專輯就引退的意願：「In nine months I'll release another, to retire calmly like Miguel Cotto」（大意：九個月內我會再發一張，就像米格爾·庫托一樣從容引退），引用了波多黎各拳擊手米格爾·庫托的退役。他提到，成名的壓力對他的精神健康有著負面的影響。
《YHLQMDLG》在美國首周達到了第2名，成為了有史以來在此榜單排名最高的西班牙語專輯。〈Vete〉作為專輯首支單曲，於2019年11月22日發布。並在其音樂錄影帶的一組鏡頭中首次出現專輯標題。與巴拿馬歌手Sech合作的第2支單曲〈Ignorantes〉於2020年2月14日釋出。2020年3月，壞痞兔發佈了〈Yo Perreo Sola〉的音樂錄影帶，並在影片中變裝表演。影片最後一幕聲討了對女性的性騷擾，並寫道：「Si no quiere bailar contigo, respeta, ella perrea sola」，意為「如果她不想跟你跳舞，尊重她，她可以自己抖臀」。在歌曲和影片上，壞痞兔表達了自己的觀點：「我以女性的視角創作了歌曲。我想要有女聲演唱它——〈Yo Perreo Sola〉——因為若是一個男人演唱，就表達不出它該有的意思。但我有時覺得自己就像那個女人。」